# Arinolus citrinus
Arinolus citrinus är en mångfotingart som beskrevs av Hoffman och Charles Russell Orcutt 1960. Arinolus citrinus ingår i släktet Arinolus och familjen Atopetholidae. Inga underarter finns listade i Catalogue of Life.